# انفجار مه ۲۰۱۸ میسیساگا
انفجار مه ۲۰۱۸ میسیساگا در ساعت ۱۰ و نیم پنج‌شنبه شب به وقت محلی در غرب شهر تورنتو کانادا روی داد. در این انفجار دست کم ۱۵ تن زخمی شدند که حال ۳ نفر از آنها وخیم است.

## شرح واقعه
ساعت ۱۰ و نیم پنج‌شنبه شب به وقت محلی انفجاری در یک رستوران هندی در شهر میسیساگا در ایالت انتاریو واقع در ۳۲ کیلومتری غرب تورنتو رخ داد. به گفته پلیس کانادا عاملین این انفجار که ۲ مرد می‌باشند، پس از بمب‌گذاری از محل فرار کرده‌اند.

## تلفات
در این انفجار ۱۵ نفر زخمی شده‌اند که ۳ نفری که حالشان وخیم بود وضعیت باثباتی پیدا کردند.

## عاملین انفجار
پلیس عکس ورود دو مرد به رستوران محل انفجار را در شبکه اجتماعی توئیتر منتشر کرده‌است که به نظر می‌رسد که یکی از آنها چیزی را حمل می‌کند. هنوز هویت این افراد مشخص نشده‌است.
هیچ گروهی نیز تاکنون مسئولیت این انفجار را برعهده نگرفته‌است.

## واکنش‌ها
- بونی کرومبی شهردار میسیساگا این عمل را فجیع خواند و حمایت خود را از قربانیان این حادثه ابراز کرد.
- سه حزب اصلی انتاریو، کاتلین وین رهبر حزب لیبرال انتاریو، دوگ فورد رهبر حزب محافظه کار پیشرو انتاریو، آنتری هوروات رهبر حزب دموکراتیک نو این عمل را محکوم کردند.
- جاستین ترودو نخست‌وزیر کانادا این عمل را محکوم کرده و به سرعت خواستار بهبودی قربانیان این حادثه شدند.[۵][۶][۷]